# Jack Davison
Jack Davison (Buenos Aires, Argentina; ¿?- Ib., 1971) fue un director, productor y escritor argentino.

## Carrera
Jack Davison tuvo una marcada participación en la pantalla grande y en la radio en la época de oro de ambos. Escribió algunos radioteatros que se transmitieron en las populares emisoras del momento interpretadas por primeras figuras de a escena nacional argentina.
Debutó como director cinematográfico en su única película, Ronda de estrellas, filmada en 1938 de la que también fue productor. Con las actuaciones principales de Enrique Pedro Delfino, Héctor Quintanilla y Perla Mux. Como guionista colaboró junto a Oscar Carchano para el film Sinfonía de juventud en 1955, con Tito Alonso, Beatriz Taibo, Juan Carlos Barbieri y Patricia Castell.
En 1956 trabajó como guionista de El radioteatro de las Estrellas Lux y Desenfreno que se transmitieron por Radio Splendid, obras por las que pasaron la actriz Eva Franco y los actores Pedro Tocci y Pablo Cumo.
Falleció de causas naturales en 1971.